# Carin Holmberg
För skidåkaren med samma namn, se Carin Holmberg (skidåkare).
Carin Holmberg, född 1959, är en svensk feminist, sociolog, författare och forskare vid Centrum för genusstudier vid Stockholms universitet.
Hennes mest uppmärksammade verk är hennes doktorsavhandling 1993 i sociologi med titeln Det kallas kärlek: en socialpsykologisk studie om kvinnors underordning och mäns överordning bland unga jämställda par. Avhandlingen är baserad på intervjuer med 10 unga par som anser sig vara jämställda, men i boken framgår ändå tydliga könsrelaterade maktrelationer. Den har beskrivits som 'en modern oumbärlig klassiker.'

## Publikationer (urval)
- 2004 - (med Viveka Enander) Varför går hon? Om misshandlade kvinnors uppbrottsprocesser ISBN 9789144074948
- 2003 - Med husbondens röst: Om våld mot djur i misshandelsrelationer ISBN 9789189680227
- 1996 - Det kallas manshat, ny utgåva 2003 ISBN 9789174996272
- 1993 - Det kallas kärlek (doktorsavhandling) ISBN 9789187894664